# Jana Sizikowa
Jana Dmitrijewna Sizikowa, ros. Яна Дмитриевна Сизикова (ur. 12 listopada 1994 w Moskwie) – rosyjska tenisistka, medalistka Letniej Uniwersjady 2019.

## Kariera tenisowa
W zawodach cyklu WTA Tour Rosjanka wygrała dwa turnieje w grze podwójnej z czterech osiągniętych finałów. W karierze wygrała trzy turnieje singlowe i czterdzieści cztery deblowe rangi ITF. 20 czerwca 2016 zajęła najwyższe miejsce w rankingu singlowym WTA Tour – 336. pozycję, natomiast 24 lipca 2023 osiągnęła najwyższą lokatę w deblu – 40. miejsce.
W sezonie 2019 zwyciężyła w finale zawodów cyklu WTA Tour w Lozannie. Razem z Anastasiją Potapową pokonały Monique Adamczak i Han Xinyun wynikiem 6:2, 6:4.
W 2019 roku wywalczyła dwa medale podczas zawodów tenisowych na letniej uniwersjadzie: w grze mieszanej zdobyła złoty medal, a w rywalizacji drużynowej zajęła trzecie miejsce.
W 2022 roku osiągnęła finał rozgrywek deblowych w Monterrey, w którym razem z Han Xinyun uległy 6:1, 5:7, 6–10 Catherine Harrison i Sabrinie Santamarii. W maju wspólnie z Alison Van Uytvanck awansowały do meczu o tytuł w zawodach cyklu WTA 125 w Karlsruhe. W lipcu w finale w Pradze wspólnie z Potapową pokonały debel Angielina Gabujewa–Anastasija Zacharowa 6:3, 6:4. W październiku razem z Kamillą Rachimową przegrały w finale w Klużu-Napoce z Kirsten Flipkens i Laurą Siegemund. W listopadzie awansowała do finału rozgrywek deblowych WTA 125 w Colinie.

## Finały turniejów WTA
| Legenda                     | Legenda |
| --------------------------- | ------- |
| Wielki Szlem                |         |
| Igrzyska olimpijskie        |         |
| WTA Tour Championships      |         |
| 2009 – 2020                 |         |
| WTA Premier Mandatory       |         |
| WTA Premier 5               |         |
| WTA Premier                 |         |
| WTA International Series    |         |
| WTA 125K series (2012–2020) |         |
| od 2021                     |         |
| WTA 1000 (obowiązkowe)      |         |
| WTA 1000 (nieobowiązkowe)   |         |
| WTA 500                     |         |
| WTA 250                     |         |
| WTA 125                     |         |

### Gra podwójna 9 (6–3)
| Końcowy wynik | Nr | Data                 | Turniej     | Nawierzchnia  | Partnerka            | Przeciwniczki                             | Wynik finału   |
| ------------- | -- | -------------------- | ----------- | ------------- | -------------------- | ----------------------------------------- | -------------- |
| Zwyciężczyni  | 1. | 20 lipca 2019        | Lozanna     | Ceglana       | Anastasija Potapowa  | Monique Adamczak Han Xinyun               | 6:2, 6:4       |
| Finalistka    | 1. | 6 marca 2022         | Monterrey   | Twarda        | Han Xinyun           | Catherine Harrison Sabrina Santamaria     | 6:1, 5:7, 6–10 |
| Zwyciężczyni  | 2. | 31 lipca 2022        | Praga       | Twarda        | Anastasija Potapowa  | Angielina Gabujewa Anastasija Zacharowa   | 6:3, 6:4       |
| Finalistka    | 2. | 16 października 2022 | Kluż-Napoka | Twarda (hala) | Kamilla Rachimowa    | Kirsten Flipkens Laura Siegemund          | 3:6, 5:7       |
| Zwyciężczyni  | 3. | 27 maja 2023         | Rabat       | Ceglana       | Sabrina Santamaria   | Lidzija Marozawa Ingrid Gamarra Martins   | 3:6, 6:1, 10–8 |
| Zwyciężczyni  | 4. | 23 lipca 2023        | Palermo     | Ceglana       | Kimberley Zimmermann | Angelica Moratelli Camilla Rosatello      | 6:2, 6:4       |
| Zwyciężczyni  | 5. | 25 maja 2024         | Rabat       | Ceglana       | Irina Chromaczowa    | Anna Danilina Xu Yifan                    | 6:3, 6:2       |
| Zwyciężczyni  | 6. | 21 lipca 2024        | Palermo     | Ceglana       | Aleksandra Panowa    | Yvonne Cavallé Reimers Aurora Zantedeschi | 4:6, 6:3, 10–6 |
| Finalistka    | 3. | 29 lipca 2024        | Jassy       | Ceglana       | Aleksandra Panowa    | Irina Chromaczowa Anna Danilina           | 4:6, 2:6       |

## Finały turniejów WTA 125

### Gra podwójna 3 (2–1)
| Końcowy wynik | Nr | Data              | Turniej   | Nawierzchnia  | Partnerka           | Przeciwniczki                    | Wynik finału   |
| ------------- | -- | ----------------- | --------- | ------------- | ------------------- | -------------------------------- | -------------- |
| Finalistka    | 1. | 15 maja 2022      | Karlsruhe | Ceglana       | Alison Van Uytvanck | Majar Szarif Panna Udvardy       | 7:5, 4:6, 2–10 |
| Zwyciężczyni  | 1. | 13 listopada 2022 | Colina    | Ceglana       | Aldila Sutjiadi     | Majar Szarif Tamara Zidanšek     | 6:1, 3:6, 10–7 |
| Zwyciężczyni  | 2. | 17 grudnia 2023   | Limoges   | Twarda (hala) | Cristina Bucșa      | Oksana Kalasznikowa Maia Lumsden | 6:4, 6:1       |

## Występy w Turnieju WTA Elite Trophy

### W grze podwójnej
| Rok  | Rezultat     | Partnerka           | Przeciwniczki                                                        | Wynik                |
| 2023 | Faza grupowa | Oksana Kalasznikowa | Jiang Xinyu Tang Qianhui Beatriz Haddad Maia Wieronika Kudiermietowa | 4:6, 6:7(4) 0:6, 3:6 |

## Wygrane turnieje rangi ITF
| turnieje z pulą nagród 100 000 $ |
| turnieje z pulą nagród 80 000 $  |
| turnieje z pulą nagród 60 000 $  |
| turnieje z pulą nagród 25 000 $  |
| turnieje z pulą nagród 15 000 $  |
| turnieje z pulą nagród 10 000 $  |

### Gra pojedyncza
|    | Data       | Turniej        | Naw.   | Przeciwniczka      | Wynik            |
| 1. | 15/12/2012 | Dżibuti        | Twarda | Anna Floris        | 6:2, 4:6, 6:4    |
| 2. | 15/09/2013 | Szarm el-Szejk | Twarda | Prarthana Thombare | 7:6(7), 3:6, 7:5 |
| 3. | 13/10/2013 | Szarm el-Szejk | Twarda | Jelena Płoskina    | 6:2, 6:2         |